# Adolf Bonz

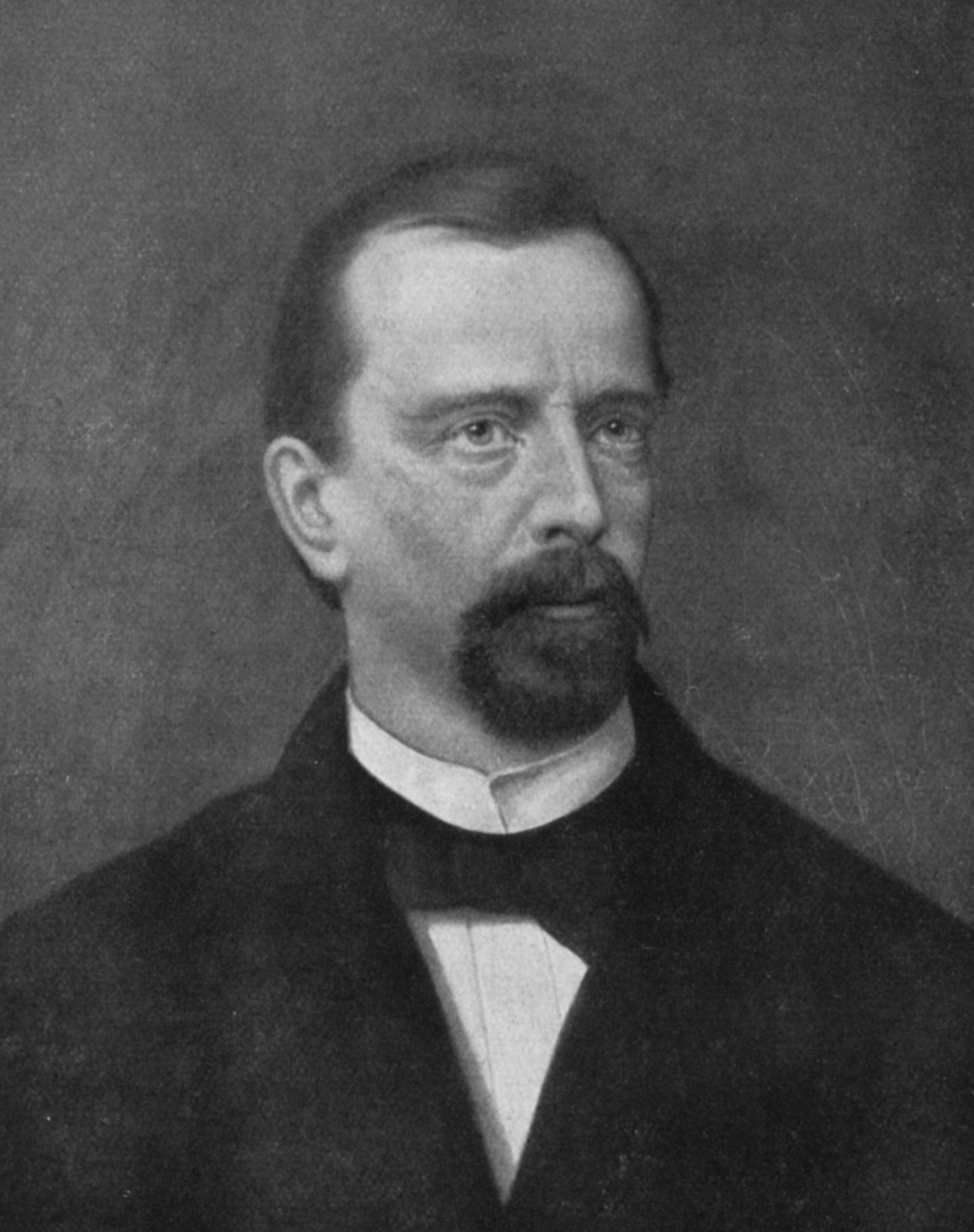
Adolf Bonz, Gemälde von Ernst Laddey

Adolf Bonz (* 22. März 1824 in Stuttgart; † 28. Mai 1877 ebenda) war ein deutscher Verleger.  

## Leben
Bonz’ Eltern waren der württembergische Kriegsrat Ernst von Bonz und dessen Ehefrau Charlotte, geb. Weckherlin. Adolf von Bonz besuchte das Gymnasium in Stuttgart und studierte anschließend ab 1842 Jura an den Universitäten Tübingen, Heidelberg und München. Anschließend machte er eine Buchhändler-Lehre in München. 1850 heiratete er Antonie Erhard, Tochter des Inhabers der Metzlerschen Buchhandlung in Stuttgart. 1851 trat Bonz in den Betrieb des Schwiegervaters ein. Hier leitete er zunächst die Modezeitschrift „Die Frauenzeitung“. 1853 nahm der Verlag durch seine Mitwirkung Victor von Scheffels Versepos „Der Trompeter von Säckingen“ in sein Programm auf. Von Scheffel wurde einer der wichtigsten Autoren des Verlags, seine Dichtungen erschienen zum Teil in Ausgaben mit Illustrationen von Anton von Werner.
1876 trennte sich Bonz vom Verlag Metzler und gründete seinen eigenen Verlag Adolf Bonz & Cie, sein Schwiegersohn wurde Teilhaber des Verlags, sein Sohn arbeitete als Gehilfe im Verlag. Einige Werke wurden aus dem Metzler Verlag in den neuen Verlag übernommen, dessen Schwerpunkte im Bereich der schönen Literatur und der Schulbücher lagen. Auch die Werke Victor von Scheffels gingen nun in den Verlag von Bonz über. Schon im Jahr nach der Verlagsgründung starb Adolf Bonz, sein Sohn Alfred wurde 1878 Teilhaber und 1880 Alleinbesitzer der Firma.
Adolf Bonz engagierte sich daneben im Süddeutschen Buchhändlerverein und saß von 1872 bis 1877 im Vorstand des Börsenvereins des Deutschen Buchhandels. 